# Hydrochus elongatus
Hydrochus elongatus – gatunek chrząszcza z rodziny wodopływkowatych.

## Taksonomia
Gatunek ten opisany został po raz pierwszy w 1783 roku przez Johanna Gottlieba Schallera pod nazwą Silpha elongata.

## Morfologia
Chrząszcz o wydłużonym ciele długości od 3,3 do 4,7 mm. Głowa jest czarna z metalicznym połyskiem oraz rudymi, częściowo przyciemnionymi głaszczkami i czułkami, zaopatrzona w duże, wyłupiaste oczy. Czułki mają trzy ostatnie człony owłosione i formujące buławkę. Długość głaszczków jest zbliżona do długości czułków, a ich człon ostatni jest dłuższy niż przedostatni. Przedplecze również jest czarne z metalicznym połyskiem, mniej więcej tak szerokie jak głowa i wyraźnie węższe od pokryw, pokryte dużymi dołkami. Pokrywy są węższe i dłuższe niż u H. ignicollis, ponad trzykrotnie dłuższe od przedplecza i ponad dwukrotnie dłuższe niż szerokie. Mają silnie punktowane rzędy i kilowato wyniesione międzyrzędy trzeci i piąty w połowie tylnej oraz czwarty w połowie przedniej; ponadto u podstawy międzyrzędu czwartego leży krótkie, błyszczące żeberko. Wierzchołkowa listewka poprzeczna jest zazwyczaj szeroka. Barwa pokryw jest czarna, zwykle z metalicznym połyskiem na kilach. Odnóża są rude, częściowo przyciemnione. Genitalia samca cechują się ząbkiem na początku wierzchołkowego rozszerzenia lewej paramery oraz rurką silnie zwężoną od nasady aż do ⅔ długości.

## Ekologia i występowanie
Owad rozmieszczony od nizin po niższe położenia górskie. Chrząszcz wodny, zasiedlający strefę przybrzeżną zarośniętych roślinnością mokradeł, bajorek i kałuż, rzeczne namuliska oraz napływki.
Gatunek palearktyczny, znany z Wielkiej Brytanii, Francji, Belgii, Niemiec, Szwajcarii, Austrii, Włoch, Danii, Szwecji, Łotwy, Polski, Czech, Słowacji, Węgier, Białorusi, Kazachstanu, europejskiej i Syberyjskiej części Rosji oraz zachodnioanatolijskiej części Turcji.